# José Gonçalves (Radsportler)
José Isidro Gonçalves Maciel (* 13. Februar 1989 in Barcelos) ist ein ehemaliger portugiesischer Radsportler.

## Karriere
José Gonçalves wurde 2011 portugiesischer Meister im Einzelzeitfahren der U23-Klasse. Im Jahr darauf wiederholte er seinen Erfolg, dieses Mal aber bei den Profis. 2013 ging er zum französischen Team La Pomme Marseille. Für dieses Team gewann er das Polynormande. 2014 gewann Goncalves die Gesamtwertung der Volta a Portugal do Futuro, die Portugal-Rundfahrt der Junioren. 2015 wechselte er zum spanischen Mannschaft Caja Rural-Seguros RGA. Auf Anhieb gelang ihm einen Etappensieg bei der Portugal-Rundfahrt, den er 2016 wiederholen konnte. Bei der Vuelta a España 2015 wurde Gonçalves auf der zweiten Etappe als kämpferischster Fahrer ausgezeichnet. 2016 entschied er auch die Gesamtwertung der Türkei-Rundfahrt für sich.
Nach seinen Siegen stieg Gonçalves 2017 in die UCI WorldTour auf und wurde Mitglied im Team Katusha Alpecin. Der Sieg bei der Ster ZLM Toer 2017 gleich im ersten Jahr war der letzte internationale Erfolg seiner Karriere. 2019 nahm er mit der Tour de France auch erstmals an der letzten der drei Grand Tours teil, insgesamt kam er bei sieben Teilnahmen viermal ins Ziel. National wurde er 2019 nochmals Meister im Einzelzeitfahren.
Zur Saison 2020 wechselte Gonçalves zum Team Nippo Delko Provence. In den zwei Jahren beim Team blieb er ohne Erfolge, so dass er zur Saison 2022 das Team verließ und Mitglied bei W52-FC Porto wurde. Im Zuge des Dopingskandals um das Team W52-FC Porto war Gonçalves nicht geständig und zur Mitarbeit mit der portugiesischen Anti-Doping-Behörde bereit. Daher wurde seine Strafe nicht gekürzt und auf vier Jahre Sperre festgelegt, gleichbedeutend mit dem Ende seiner Karriere.

## Erfolge
2011
- Portugiesischer Meister – Einzelzeitfahren (U23)
- eine Etappe Volta a Coruña

2012
- Portugiesischer Meister – Einzelzeitfahren
- eine Etappe GP Efapel

2013
- Polynormande

2014
- Gesamtwertung und eine Etappe Volta a Portugal do Futuro

2015
- eine Etappe Portugal-Rundfahrt

2016
- Gesamtwertung Türkei-Rundfahrt
- eine Etappe Volta Internacional Cova da Beira
- eine Etappe Portugal-Rundfahrt

2017
- Gesamtwertung und eine Etappe Ster ZLM Toer

2019
- Portugiesischer Meister – Einzelzeitfahren

## Grand-Tour-Platzierungen
| Grand Tour            | 2015 | 2016 | 2017 | 2018 | 2019 |
| --------------------- | ---- | ---- | ---- | ---- | ---- |
| Giro d’ItaliaGiro     | –    | –    | 60   | 14   | –    |
| Tour de FranceTour    | –    | –    | –    | –    | 128  |
| Vuelta a EspañaVuelta | 34   | DNF  | DNF  | DNF  | –    |